# Mesoleptus curiosus
Mesoleptus curiosus là một loài tò vò trong họ Ichneumonidae.